# Milli Häuser
Heike „Milli“ Häuser (* in Essen) ist eine deutsche Sängerin.

## Frühe Jahre
Milli Häuser wurde in Essen-Werden geboren und wuchs dort sowie in Essen-Kettwig auf. In einer mütterlicherseits musikalischen Familie, in der alle Frauen sangen und auch die Männer musikalisch aktiv waren, lag es nahe, dass auch Häuser an den Gesang herangeführt wurde. Ihr Großvater, der selbst Sänger war, brachte ihr in ihren frühen Jahren das Singen bei und im Alter von sieben Jahren fing sie an Spirituals bevorzugt von Mahalia Jackson zu singen, dessen Fan ihr Großvater war. Mit 11 Jahren erlernte sie das Gitarrespielen und schrieb bereits erste eigene Lieder.
Während ihres Studiums in Essen, Bern und in Düsseldorf, das sie als Tanzpädagogin abschloss, finanzierte sie sich über Jobs als Kellnerin, Surflehrerin, Tankwartin, Plakatkleberin und in verschiedenen Rollen beim Film und als Sängerin in TV- und Radio-Werbung.

## Weg als Musikerin
Neben dem Tanzen trat Häuser bereits als Sängerin mit verschiedenen Bands auf, finanzierte sich aber nebenbei über einen Zeitraum von 10 Jahren mit ihrer Stimme in Radio- und TV-Werbung. Nach einem Auftritt mit einer Rock-Jazz-Band beim Montreux Jazz Festival, wo Al Jarreau ihre Gesangqualitäten lobte, entschied sie schließlich das Tanzen gegen das Singen zu tauschen.
Häuser war in den folgenden Jahren mit vielen Bandprojekte als Reggae-Sängerin und Funkgitarristin und auch mit eigenen Kompositionen unterwegs. Dann besann sie sich auf die deutsche Sprache und begann mit Interpretationen deutscher Chansons sowie auch eigenen Liedtexten. Später nahm sie Jazz-Gesangsunterricht bei Silvia Droste und tourte europaweit mit Bands durch die Jazz-Szene.
Häuser wurde Mitglied im Theaterkollektiv des Kulturhauses Thealozzi in Bochum und realisierte Projekte mit dem Milli Häuser & Tatort Jazz Sextett, mit Milli sings Monk, mit "The Moon People" – die inklusive Band, mit Music & Dance-Symposion – Mondwinde, mit dem Milli Häuser Duo Trio Quartett, mit dem The Swinging Ballroom Orchestra und dem Padi Percussion Orchestra.
Im Jahr Februar 2006 gründete Häuser die Jazz-Veranstaltungsreihe Tatort Jazz, die zunächst für sechs Jahre im Kulturhaus Thealozzi stattfand und dann nach ansteigenden Zuschauerzahlen die Veranstaltungsräume im Kunstmuseum Bochum, im Kulturzentrum Bahnhof-Langendreer und seit 2017 auch im Anneliese Brost Musikforum Ruhr in Bochum nutzte.

## Werke
- CD – Touché – Milli Häuser & Trio (Dockmusic Uwe Kellerhoff 2007)[13]